# 마크 파킨슨
마크 빈센트 파킨슨(Mark Vincent Parkinson, 1957년 6월 24일 ~ )는 미국의 정치인이다.

## 학력
- 위치토 주립 대학교
- 캔자스 대학교 법학대학원 법무박사

## 경력
- 1991.01 ~ 1993.01 제67대 캔자스주 제14선거구 하원의원
- 1993.01 ~ 1997.01 제68·69대 캔자스주 제23선거구 상원의원
- 1999.01 ~ 2003.01 제61대 캔자스주 공화당 의장
- 2007.01 ~ 2009.04 제47대 캔자스 부지사
- 2009.04 ~ 2011.01 제45대 캔자스 주지사

## 역대 선거 결과
| 선거명      | 직책명                       | 대수 | 정당   | 득표율  | 득표수    | 결과 | 당락               |
| ----------- | ---------------------------- | ---- | ------ | ------- | --------- | ---- | ------------------ |
| 1990년 선거 | 하원의원 (캔자스 제14선거구) | 67대 | 공화당 | 71.73%  | 2,880표   | 1위  | 캔자스 주의원 당선 |
| 1992년 선거 | 상원의원 (캔자스 제23부)     | 68대 | 공화당 | 100.00% | 22,212표  | 1위  | 캔자스 주의원 당선 |
| 2006년 선거 | 캔자스 부지사                | 47대 | 민주당 | 57.90%  | 491,993표 | 1위  | 캔자스 부지사 당선 |